# The Bouncer
Pour les articles homonymes, voir Bouncer.
The Bouncer est un jeu vidéo d'action de type beat them all développé par DreamFactory et édité par Squaresoft en 2000 sur PlayStation 2.

## Système de jeu
The Bouncer permet d'incarner trois combattants à tour de rôle, chacun possédant des techniques propres. Les compétences des personnages s'améliore au  fil de la progression en glanant des points grâce à des combinaisons de coups. Le jeu propose un mode multijoueur, jouable jusqu'à quatre joueurs.
L'univers ressemble à un mélange des jeux de rôle Final Fantasy VII et VIII de Square Co. et propose des décors variés et soignés. La faible durée de vie, moins de deux heures en comptant les nombreuses cinématiques, et le gameplay inefficace ont franchement déçu.

## Équipe de développement
- Histoire originale : Seiichi Ishii, Kiyoko Ishii
- Dramatisation : Takashi Tokita, Akitoshi Kawazu
- Producteurs exécutifs : Hironobu Sakaguchi, Hisashi Suzuki, Tomoyuki Takechi
- Réalisateur : Takashi Tokita
- Game Director : Seiichi Ishii
- Character Designer : Tetsuya Nomura
- Programmeur principal : Taketoshi Nishimori
- Programmeur IA des ennemis : Katsunori Itai
- Programmeur système caméra : Takatoshi Katahata
- Model System Programmer : Akihiro Yamaguchi
- Character Artists : Masafumi Horiuchi, Hiroshi Bunno, Shohei Muta
- Event Animation Director : Satoru Uchida
- 3D Character Artist : Masafumi Horiuchi
- 3D Animation Director : Satoru Uchida